# دانا بوينت
دانا بوينت (بالإنجليزية: Dana Point)‏ هي إحدى مدن مقاطعة أورانج، كاليفورنيا. تم إعطاءها لقب مدينة في 1 يناير، 1989.

## التركيبة السكانية
حدّد مكتب تعداد الولايات المتحدة بيانات التركيبة السكانية لدانا بوينت في تعداد الولايات المتحدة. في ما يلي، التركيبة السكانية حسب تعدادي 2000 و2010.

### تعداد عام 2000
بلغ عدد سكان دانا بوينت 35,110 نسمة بحسب تعداد عام 2000، وبلغ عدد الأسر 14,456 أسرة وعدد العائلات 9,286 عائلة مقيمة في المدينة. في حين سجلت الكثافة السكانية 2,007.4 نسمة لكل كيلومتر مربع (5,199.1/ميل2). وبلغ عدد الوحدات السكنية 15,682 وحدة بمتوسط كثافة قدره 896.6 لكل كيلومتر مربع (2,322.2/ميل2).
وتوزع التركيب العرقي للمدينة بنسبة 87.25% من البيض و0.82% من الأمريكيين الأفارقة و0.57% من الأمريكيين الأصليين و2.52% من الأمريكيين ذوي الأصول الآسيوية و0.10% من سكان جزر المحيط الهادئ و5.92% من الأعراق الأخرى و2.81% من عرقين مختلطين أو أكثر و15.49% من الهسبانيون أو اللاتينيون من أي عرق.
بلغ عدد الأسر 14,456 أسرة كانت نسبة 28.2% منها لديها أطفال تحت سن الثامنة عشر تعيش معهم، وبلغت نسبة الأزواج القاطنين مع بعضهم البعض 51.4% من أصل المجموع الكلي للأسر، ونسبة 8.8% من الأسر كان لديها معيلات من الإناث دون وجود شريك، بينما كانت نسبة 4% من الأسر لديها معيلون من الذكور دون وجود شريكة وكانت نسبة 35.8% من غير العائلات. تألفت نسبة 26% من أصل جميع الأسر من عدة أفراد يعيشون في نفس المنزل ونسبة 7.1% كانت تتألف من شخص يعيش بمفرده يبلغ من العمر 65 عاماً أو أكثر. وبلغ متوسط حجم الأسرة المعيشية 2.41، أما متوسط حجم العائلات فبلغ 2.90.
بلغ العمر الوسطي للسكان 39.8 عاماً. وكانت نسبة 20.6% من القاطنين تحت سن الثامنة عشر، وكانت نسبة 7% بين الثامنة عشر والرابعة والعشرين عاماً، ونسبة 31.2% كانت واقعةً في الفئة العمرية ما بين الخامسة والعشرين والرابعة والأربعين عاماً، ونسبة 27.9% كانت ما بين الخامسة والأربعين والرابعة والستين، ونسبة 12.6% كانت ضمن فئة الخامسة والستين عاماً فما فوق. يوجد لكل 100 أنثى 100.2 ذكر، ويوجد لكل 100 أنثى في الثامنة عشر من عمرها فما فوق 98.5 ذكر.
بلغ متوسط دخل الأسرة في المدينة 63,043 دولارًا، أما متوسط دخل العائلة فبلغ 73,373 دولارًا. وكان متوسط دخل الذكور 52,159 دولارًا مقابل 38,902 دولارًا للإناث. وسجل دخل الفرد الخاص بالمدينة 37,938 دولارًا. وكانت نسبة 3.4% من العائلات ونسبة 6.7% من السكان تحت خط الفقر، وكان من هؤلاء نسبة 7.7% تحت سن الثامنة عشر ونسبة 5.3% في الخامسة والستين من العمر وما فوق.

### تعداد عام 2010
بلغ عدد سكان دانا بوينت 33,351 نسمة بحسب تعداد عام 2010، وبلغ عدد الأسر 14,182 أسرة وعدد العائلات 8,779 عائلة مقيمة في المدينة. في حين سجلت الكثافة السكانية 1,906.9 نسمة لكل كيلومتر مربع (4,938.8/ميل2). وبلغ عدد الوحدات السكنية 15,938 وحدة بمتوسط كثافة قدره 911.3 لكل كيلومتر مربع (2,360.3/ميل2).
وتوزع التركيب العرقي للمدينة بنسبة 86.06% من البيض و0.88% من الأمريكيين الأفارقة و0.69% من الأمريكيين الأصليين و3.19% من الأمريكيين ذوي الأصول الآسيوية و0.11% من سكان جزر المحيط الهادئ و5.85% من الأعراق الأخرى و3.22% من عرقين مختلطين أو أكثر و16.98% من الهسبانيون أو اللاتينيون من أي عرق.
بلغ عدد الأسر 14,182 أسرة كانت نسبة 24.4% منها لديها أطفال تحت سن الثامنة عشر تعيش معهم، وبلغت نسبة الأزواج القاطنين مع بعضهم البعض 48.7% من أصل المجموع الكلي للأسر، ونسبة 8.7% من الأسر كان لديها معيلات من الإناث دون وجود شريك، بينما كانت نسبة 4.5% من الأسر لديها معيلون من الذكور دون وجود شريكة وكانت نسبة 38.1% من غير العائلات. تألفت نسبة 28.3% من أصل جميع الأسر من عدة أفراد يعيشون في نفس المنزل ونسبة 9.9% كانت تتألف من شخص يعيش بمفرده يبلغ من العمر 65 عاماً أو أكثر. وبلغ متوسط حجم الأسرة المعيشية 2.33، أما متوسط حجم العائلات فبلغ 2.85.
بلغ العمر الوسطي للسكان 44.8 عاماً. وكانت نسبة 17.9% من القاطنين تحت سن الثامنة عشر، وكانت نسبة 7.6% بين الثامنة عشر والرابعة والعشرين عاماً، ونسبة 24.8% كانت واقعةً في الفئة العمرية ما بين الخامسة والعشرين والرابعة والأربعين عاماً، ونسبة 32.8% كانت ما بين الخامسة والأربعين والرابعة والستين، ونسبة 17% كانت ضمن فئة الخامسة والستين عاماً فما فوق. وتوزع التركيب الجنسي للسكان بنسبة 49.5% ذكور و50.5% إناث.

## توأمة
لدانا بوينت اتفاقيات توأمة مع:
- أجاكسيو

## أعلام
- ستيف هيج
- مليندا كلارك
- داريل غيتس
- غريس برادلي
- هاري لوتون

## روابط خارجية
- دانا بوينت على موقع EncyclopediaOfSurfing.com (الإنجليزية)